# Keiran Lee
Adam Diksa (15 de enero de 1984), conocido profesionalmente como Keiran Lee, es un actor pornográfico, director y productor británico que trabaja principalmente para la compañía de producción pornográfica Brazzers. Su pene estaba asegurado por 1 millón de dólares en 2012 por Brazzers. Ha actuado en más de 3500 vídeos porno en su carrera. Es uno de los actores pornográficos mejor pagados. También ha recibido varios premios de la industria cinematográfica para adultos, incluido el Premio AVN al Artista Masculino Favorito en 2017, y el Premio británico de cine y televisión para adultos al mejor actor masculino en 2007.

## Biografía
Lee nació y creció en el área de Littleover en Derby, Inglaterra. Es de ascendencia medio india, ya que su padre es indio. Al crecer, asistió a la Academia Voluntaria Católica de San Benito. A la edad de 18 años, trabajaba como gerente de proyectos para Network Rail.
La carrera de Lee en el porno comenzó después de que sus amigos subieran una fotografía suya desnudo a un sitio web de swingers. Después de ver la publicación, una pareja le ofreció a Lee un papel en el porno. Lee actuó por primera vez en un video para adultos en 2002 a los 18 años. Comenzó a trabajar de forma independiente en el porno en Inglaterra antes de firmar un contrato exclusivo con Brazzers en 2005 después de mudarse a Estados Unidos. Comenzó su carrera pornográfica en 2006.
Lee realizó su primer vídeo para Brazzers en 2008. En agosto de 2011, Brazzers colocó un anuncio en una valla publicitaria con una foto de Lee en una camiseta y gafas de sol en Sunset Boulevard. Dan Miller de XBIZ se refirió a él como "una promoción histórica para una estrella porno masculina". En 2012 se informó que Brazzers había suscrito una póliza de seguro con Lloyd's of London, asegurando el pene de Lee por un millón de dólares. Lee ha aparecido en 1553 vídeos para Brazzers a partir del 8 de mayo de 2020, más que cualquier otro artista.
En octubre de 2013, Lee hizo su debut como director de cine con Hot Chicks Meet Big Fangs para Digital Playground.
A partir de 2017 ha actuado en más de 3500 vídeos pornográficos, junto a más de 4000 actrices pornográficas. Hoy en día, Lee protagoniza alrededor de 18 escenas y dirige aproximadamente unas 20 escenas al mes para Brazzers.
De mayo a julio de 2016, Lee apareció como mentor y juez en The Sex Factor, una serie de realidad en línea que presenta a dieciséis hombres y mujeres que compiten por 1 millón de dólares y un contrato porno de tres años. Lee, junto con otras estrellas porno como Lexi Belle, Remy LaCroix y Tori Black, ofrecerían consejos y juzgarían a los concursantes durante toda la competencia. En su reseña de la serie, Janis Hopkins de Vice News criticó el juicio de Lee, comentando que "él ha confundido la técnica inexpresiva de decir la verdad de la televisión real con solo ser un imbécil". Lux Alptraum de The Verge también criticó el juicio, refiriéndose a los anfitriones como "forzados". Jeremy Glass de Thrillist se mostró de acuerdo con esta opinión, llamando a los jueces "difíciles de ver".
Lee ha estado casado dos veces. Su primer matrimonio fue con la actriz pornográfica Puma Swede en 2009, pero la pareja se divorció. Está casado desde 2013 con la estrella porno y presentadora de Playboy TV Kirsten Price. Los dos residen actualmente con su hijo en Calabasas, California. Keiran actualmente tiene 3 hijos. Lee es un gran fanático del fútbol, y dice que "programa [toda] su vida en el condado de Derby". En 2011, mientras jugaba al fútbol para el Hollywood United FC, Lee tuvo que ser hospitalizado después de romperse la mandíbula en dos lugares.